# فالديمار يونغ
فالديمار يونغ (بالإنجليزية: Waldemar Young)‏ هو صحفي وكاتب سيناريو أمريكي، ولد في 1 يوليو 1878 في سولت ليك في الولايات المتحدة، وتوفي في 30 أغسطس 1938 في هوليوود في الولايات المتحدة بسبب ذات الرئة.

## وصلات خارجية
- فالديمار يونغ على موقع IMDb (الإنجليزية)
- فالديمار يونغ على موقع قاعدة بيانات الفيلم (الإنجليزية)